# Slatvina
Slatvina (in ungherese Szlatvin) è un comune della Slovacchia facente parte del distretto di Spišská Nová Ves, nella regione di Košice.